# Louis Jacques Rousseau
Pour les articles homonymes, voir Rousseau.
Louis Jacques Rousseau (14 février 1759 - Château-du-Loir ✝ 16 août 1829 - Paris), était un magistrat et homme politique français des XVIIIe et XIXe siècles.

## Biographie
Louis Jacques Rousseau naquit à Château-du-Loir (Sarthe) le 14 février 1759. Il embrassa les principes de la Révolution française et devint président du tribunal de district de Château-du-Loir et président de l'administration départementale de la Sarthe.
Élu, le 3 septembre 1791, député de la Sarthe à l'Assemblée législative, le 1er sur 10, par 377 voix (482 votants), il fit partie du comité judiciaire, mais ne prit jamais la parole ; son nom n'est pas cité au Moniteur. Après la promulgation de la Constitution de l'an III, il fut nommé juge, le 28 vendémiaire an IV.
Il resta dans la magistrature sous le Premier Empire, fut créé chevalier de l'Empire le 3 juin 1808, et, après la Restauration française, devint conseiller à la Cour de cassation.
Élu député du 4e arrondissement électoral de la Sarthe (Saint-Calais), le 13 novembre 1822, par 171 voix, contre 41 au général de La Fayette, et réélu, le 25 février 1824, par 182 voix, il vota souvent avec Royer-Collard et montra une certaine indépendance via-à-vis des ministères.
Sa carrière politique prit fin aux élections de 1827, il mourut à Paris le 16 août 1829.

## Fonctions
- Président du tribunal de district de Château-du-Loir (1789) ;
- Président de l'administration départementale de la Sarthe ;
- Député de la Sarthe à l'Assemblée législative (3 septembre 1791) ;
- Juge (28 vendémiaire an IV) ;
- Conseiller à la Cour de cassation (Restauration) ;
- Député du 4e arrondissement électoral de la Sarthe (Saint-Calais, le 13 novembre 1822, réélu le 25 février 1824 - 1827).

## Titres
- Chevalier de l'Empire (3 juin 1808).

## Distinctions
- Chevalier de la Légion d'honneur.

## Armoiries
« Tiercé en fasce : au I, d'or chargé d'une chouette entre deux maillets, le tout de sable ; au II, de gueules à l'insigne des chevaliers légionnaires ; au III, d'azur à la balance d'argent. »